# Deutsche Rohstahlgemeinschaft
Die Deutsche Rohstahlgemeinschaft war ein aus verschiedenen Produktgruppen oder Teilbranchen bestehendes Kartell der Zwischenkriegszeit und zugleich Mitglied oder Verhandlungspartner im Internationalen Stahlkartell. Die Rohstahlgemeinschaft war eine Teilmenge des Deutschen Stahlwerksverbands und hatte ihren Sitz wie dieser im Stahlhof in Düsseldorf. In der Literatur wird und wurde zwischen beiden Verbänden oft nicht genau unterschieden. Nachweislich galt aber bis 1939 die Rohstahlgemeinschaft als ein separates Kartell.

## Geschichte
Die Deutsche Rohstahlgemeinschaft wurde 1924 als ein nationales Dachkartell gegründet. Sie erhielt bald die Zielperspektive auch einer grenzüberschreitenden Verbandsbildung auf dem europäischen Kontinent, weil die für eine solche Kartellierung in Frage kommenden Produktgruppen (z. B. Halbzeug) in ihr zusammengefasst waren. Für die betreffenden Produkte waren jeweils zentrale Verkaufsstellen, also einzelne Syndikate eingerichtet worden. Zwischen 1926 und 1929 und dann wieder zwischen 1933 und 1939 war die Deutsche Rohstahlgemeinschaft Mitglied im Internationalen Stahlkartell, das mit Eintritt des Zweiten Weltkriegs zerbrach. Ab 1940 wurde die Rohstahlgemeinschaft de facto zum Zwangskartell. Sie ging 1942 im Lenkungsverband Reichsvereinigung Eisen auf und wurde 1943 komplett aufgelöst.